# Ning Zetao
Ning Zetao (chinesisch 寧澤濤 / 宁泽涛, Pinyin Nìng Zétāo; * 6. März 1993 in Zhengzhou) ist ein chinesischer Schwimmsportler, Spezialist auf den kurzen Freistilstrecken. Er wurde 2015 Weltmeister über 100 Meter Freistil und zum chinesischen Sportler des Jahres 2015 gewählt.

## Erfolge
Bei den Schwimmweltmeisterschaften 2015 im russischen Kasan gewann Ning Zetao das Freistilfinale über 100 m in 47,84 s vor dem Australier Cameron McEvoy (47,95) und dem Argentinier Federico Grabich (48,12). Frühere Medaillen holte er bei den Asienspielen 2014, und zwar viermal Gold, über 50 und 100 m Freistil und mit der 4-mal-100-Meter-Freistil- und der 4-mal-100-Meter-Lagenstaffel.

## Doping
2011 wurde Ning Zetao der Einnahme des Kälbermastmittels Clenbuterol überführt und für ein Jahr gesperrt.